# Guwen
Unter dem chinesischen Wort guwen (chinesisch 古文, Pinyin gǔwén), das im Chinesischen noch mehrere weitere Bedeutungen hat, werden antike chinesische Schriftformen verstanden, die vor der Qin-Zeit gebräuchlich waren.
Im Allgemeinen werden darunter Orakelknocheninschriften (Jiaguwen), Bronzeinschriften (Jinwen), Große Siegelschrift (Zhouwen) und in der Zeit der Streitenden Reiche in den Sechs Staaten gebräuchliche Schriftformen verstanden.